# Joy Kogawa
Joy Kogawa (née Joy Nozomi Nakayama à Vancouver le 6 juin 1935) est une poétesse et romancière canadienne de descendance japonaise. Son ouvrage le plus connu est le roman semi-autobiographique Obasan (en) (1981).

## Biographie
Durant la Seconde Guerre mondiale, elle et sa famille sont internés dans un camp pour Japonais-canadiens à Slocan. Depuis lors, elle travaille pour éduquer les Canadiens sur l'histoire de ces camps et est active dans la lutte pour obtenir réparation de la part du gouvernement canadien.

## Œuvre

### Poésie
- The Splintered Moon (1967)
- A Choice of Dreams (1974)
- Jericho Road (1977)
- Six Poems (1980)
- What Do I Remember of the Evacuation? (1985)
- Woman in the Woods (1985)
- A Song of Lilith (2000)
- A Garden of Anchors: Selected Poems (2003)

### Romans
- Obasan (1981) - Prix Books in Canada First Novel Publié en français sous le titre Obasan, traduit par Dorothy Howard, Paris, LGF, coll. « Le Livre de poche. Biblio » no 35381, 2019  (ISBN 978-2-253-25966-4)
- Itsuka (1992), nouvelle version sous le titre Emily Kato en 2005
- The Rain Ascends (1995), version révisée en 2003

### Ouvrage de littérature d'enfance et de jeunesse
- Naomi's Road (1986)
- Naomi's Tree (2009)

### Autre publication
- Gently to Nagasaki  (2016)

## Hommages et distinctions
- Ordre du Canada, 1986
- Ordre de la Colombie-Britannique, 2006
- Ordre du Soleil levant, 2010
- Docteur honoris causa de l'université de Lethbridge (1991), de l'université de Guelph (1992), de l'université Simon Fraser (1993), de l'université de Toronto (1999) et de l'université de la Colombie-Britannique (2001)